# Coupe d'Italie de football 1968-1969
Navigation
Coupe d'Italie 1967-1968 Coupe d'Italie 1969-1970
La Coupe d'Italie de football 1968-1969, est la 22e édition de la Coupe d'Italie.

## Déroulement de la compétition
La compétition change de nouveau de format. Au premier tour, les seize équipes de Serie A et les vingt-deux de Serie B sont réparties dans 9 groupes de 4, les équipes se rencontrent une seule fois. Les huit meilleurs premiers de groupe se qualifient pour les quarts de finale, donc un vainqueur de groupe sera éliminé (Atalanta Bergame pour cette édition).
Après les quarts de finale, les quatre vainqueurs jouent dans un mini-championnat en match aller et retour. Le vainqueur remporte la Coupe d'Italie, il n'y a donc pas de finale.

### Quart de finale
| Équipe         | Aller | Total | Retour | Équipe     |
| -------------- | ----- | ----- | ------ | ---------- |
| Torino         | 1 - 0 | 2 - 0 | 1 - 0  | AC Milan   |
| AC Brescia     | 1 - 0 | 1 - 3 | 0 - 3  | AS Roma    |
| Foggia Incedit | 2 - 1 | 4 - 1 | 2 - 0  | SSC Napoli |
| US Cagliari    | 1 - 0 | 2 - 1 | 1 - 1  | Juventus   |

### Groupe final
Les quatre vainqueurs des quarts de finale se retrouvent dans un mini-championnat où ils se rencontrent deux fois. Le vainqueur gagne la Coupe d'Italie.
| Rang | Équipe         | Pts | J | G | N | P | Bp | Bc | Diff |
| ---- | -------------- | --- | - | - | - | - | -- | -- | ---- |
| 1    | AS Roma        | 9   | 6 | 3 | 3 | 0 | 11 | 5  | +6   |
| 2    | US Cagliari    | 6   | 6 | 2 | 2 | 2 | 9  | 8  | +1   |
| 3    | Foggia Incedit | 5   | 6 | 1 | 3 | 2 | 9  | 13 | -4   |
| 4    | Torino         | 4   | 6 | 0 | 4 | 2 | 7  | 10 | -3   |

L'AS Roma remporte sa deuxième Coupe d'Italie.